# Bimetal·lisme

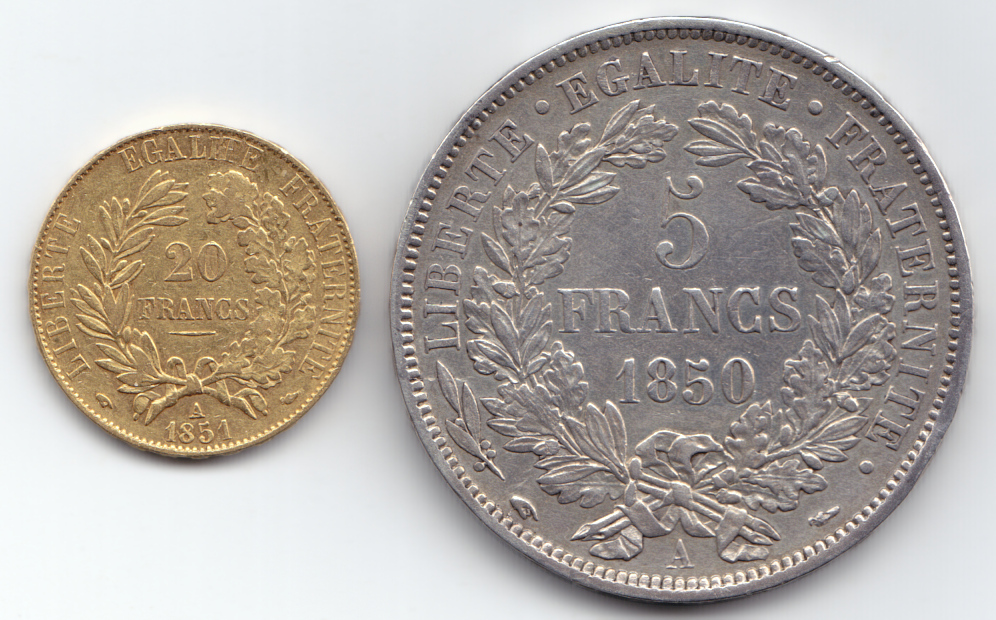
Moneda d'or de 20 francs i plata de 5 francs, període de la Segona República Francesa. Pes 6,41 i 24,94 g. Aquesta proporció d'or a plata (1:15,5) va ser adoptada posteriorment per la Unió Monetària Llatina.

El  bimetalisme  és un estàndard o sistema monetari basat en l'ús de dos metalls, tradicionalment or i plata, en comptes d'un sol (monometalisme).
Al segle xix, un sistema bimetàl·lic definia per llei la unitat monetària d'una nació, en termes de quantitats fixes d'or i plata (establint automàticament una taxa de canvi entre els dos metalls).
El sistema va proveir un mercat il·limitat i exempció de gravamens per a tots dos minerals, sense imposar restriccions sobre l'ús i encunyació de cap metall, fent als diners en circulació convertibles en or o plata.
Atès que cada nació aplica la seva pròpia taxa de canvi entre els dos metalls, les taxes resultants sovint difereixen d'un país a un altre. Quan l'índex oficial de preus mostra una diferència respecte a la taxa de preus en el mercat obert, la llei de Gresham opera de manera que només les monedes d'un metall romanen en circulació.
Un sistema monometàl·lic que fa servir l'or com a estàndard, mostra més reacció favorable als canvis en oferta i demanda i va ser àmpliament adoptat després de 1867.